# Напуљ
Напуљ (итал. Napoli, нап. Napule) је трећи по величини град у Италији. Напуљ је и главни град истоименог Округа Напуљ и главни град покрајине Кампаније у јужној Италији. Са околним предграђима град има око 4,5 милиона становника.
Напуљ је широм света познат по низу посебности: оближњем вулкану Везуву и древној Помпеји, по старом историјском језгру (данас под заштитом УНЕСКОа), кулинарском специјалитету пици, као и по наполитанској криминалној организацији Камори.

## Порекло назива
Данашњи назив града „Напуљ“ или италијански „Наполи“ је изведен од две старогрчке речи „Неа“ и „Полис“ (старогрчки: Νέα Πόλις), што значи „Нови град“.

## Географија
Напуљ се налази на прелазу из средишње ка јужној Италији. Град се сместио у средишњем делу Кампаније. Од престонице Рима град је удаљен 225 km југоисточно.

### Рељеф
Напуљ се развио у истоименом Напуљском заливу, делу Тиренског мора. Град се протеже северном страном залива и на покренутом је терену. Северно од града се протеже Флегрејско побрђе, а 20ак километара источно уздиже се чувени вулкан Везув. Град је познат и по веома незавидном положају што се тиче сеизмике и вулканске активности.

### Клима
Клима у Напуљу је средоземна клима. Стога су лета дуга, сува и топла а зиме благе и кишовите.
| Клима Напуља                             | Клима Напуља | Клима Напуља | Клима Напуља | Клима Напуља | Клима Напуља | Клима Напуља | Клима Напуља | Клима Напуља | Клима Напуља | Клима Напуља  | Клима Напуља  | Клима Напуља | Клима Напуља    |
| Показатељ \ Месец                        | .Јан.        | .Феб.        | .Мар.        | .Апр.        | .Мај.        | .Јун.        | .Јул.        | .Авг.        | .Сеп.        | .Окт.         | .Нов.         | .Дец.        | .Год.           |
| ---------------------------------------- | ------------ | ------------ | ------------ | ------------ | ------------ | ------------ | ------------ | ------------ | ------------ | ------------- | ------------- | ------------ | --------------- |
| Максимум, °C (°F)                        | 13,0 (55,4)  | 13,5 (56,3)  | 15,7 (60,3)  | 18,1 (64,6)  | 23,0 (73,4)  | 26,7 (80,1)  | 29,9 (85,8)  | 30,3 (86,5)  | 26,9 (80,4)  | 22,1 (71,8)   | 17,1 (62,8)   | 14,1 (57,4)  | 20,8 (69,4)     |
| Просек, °C (°F)                          | 8,7 (47,7)   | 8,8 (47,8)   | 11,1 (52)    | 13,2 (55,8)  | 17,8 (64)    | 21,4 (70,5)  | 24,3 (75,7)  | 24,7 (76,5)  | 21,4 (70,5)  | 17,1 (62,8)   | 12,4 (54,3)   | 9,8 (49,6)   | 15,9 (60,6)     |
| Минимум, °C (°F)                         | 4,4 (39,9)   | 4,5 (40,1)   | 6,3 (43,3)   | 8,4 (47,1)   | 12,6 (54,7)  | 16,2 (61,2)  | 18,8 (65,8)  | 19,1 (66,4)  | 16,0 (60,8)  | 12,1 (53,8)   | 7,8 (46)      | 5,6 (42,1)   | 11,0 (51,8)     |
| Количина падавина, mm (in)               | 104,4 (4,11) | 97,9 (3,854) | 85,7 (3,374) | 75,5 (2,972) | 49,6 (1,953) | 34,1 (1,343) | 24,3 (0,957) | 41,6 (1,638) | 80,3 (3,161) | 129,7 (5,106) | 162,1 (6,382) | 121,4 (4,78) | 1.006,6 (39,63) |
| Дани са падавинама (≥ 1.0 mm)            | 9,9          | 9,8          | 9,5          | 8,8          | 5,7          | 4,0          | 2,3          | 3,8          | 5,8          | 8,1           | 10,8          | 10,7         | 89,2            |
| Сунчани сати — месечни просек            | 114,7        | 127,6        | 158,1        | 189,0        | 244,9        | 279,0        | 313,1        | 294,5        | 234,0        | 189,1         | 126,0         | 105,4        | 2.375,4         |
| Извор: World Meteorological Organization |              |              |              |              |              |              |              |              |              |               |               |              |                 |

| Клима Напуља-Каподичина, округа на периферији (алтитуда: 72 metres (236 feet) изнад нивоа мора.) | Клима Напуља-Каподичина, округа на периферији (алтитуда: 72 metres (236 feet) изнад нивоа мора.) | Клима Напуља-Каподичина, округа на периферији (алтитуда: 72 metres (236 feet) изнад нивоа мора.) | Клима Напуља-Каподичина, округа на периферији (алтитуда: 72 metres (236 feet) изнад нивоа мора.) | Клима Напуља-Каподичина, округа на периферији (алтитуда: 72 metres (236 feet) изнад нивоа мора.) | Клима Напуља-Каподичина, округа на периферији (алтитуда: 72 metres (236 feet) изнад нивоа мора.) | Клима Напуља-Каподичина, округа на периферији (алтитуда: 72 metres (236 feet) изнад нивоа мора.) | Клима Напуља-Каподичина, округа на периферији (алтитуда: 72 metres (236 feet) изнад нивоа мора.) | Клима Напуља-Каподичина, округа на периферији (алтитуда: 72 metres (236 feet) изнад нивоа мора.) | Клима Напуља-Каподичина, округа на периферији (алтитуда: 72 metres (236 feet) изнад нивоа мора.) | Клима Напуља-Каподичина, округа на периферији (алтитуда: 72 metres (236 feet) изнад нивоа мора.) | Клима Напуља-Каподичина, округа на периферији (алтитуда: 72 metres (236 feet) изнад нивоа мора.) | Клима Напуља-Каподичина, округа на периферији (алтитуда: 72 metres (236 feet) изнад нивоа мора.) | Клима Напуља-Каподичина, округа на периферији (алтитуда: 72 metres (236 feet) изнад нивоа мора.) |
| Показатељ \ Месец                                                                                | .Јан.                                                                                            | .Феб.                                                                                            | .Мар.                                                                                            | .Апр.                                                                                            | .Мај.                                                                                            | .Јун.                                                                                            | .Јул.                                                                                            | .Авг.                                                                                            | .Сеп.                                                                                            | .Окт.                                                                                            | .Нов.                                                                                            | .Дец.                                                                                            | .Год.                                                                                            |
| ------------------------------------------------------------------------------------------------ | ------------------------------------------------------------------------------------------------ | ------------------------------------------------------------------------------------------------ | ------------------------------------------------------------------------------------------------ | ------------------------------------------------------------------------------------------------ | ------------------------------------------------------------------------------------------------ | ------------------------------------------------------------------------------------------------ | ------------------------------------------------------------------------------------------------ | ------------------------------------------------------------------------------------------------ | ------------------------------------------------------------------------------------------------ | ------------------------------------------------------------------------------------------------ | ------------------------------------------------------------------------------------------------ | ------------------------------------------------------------------------------------------------ | ------------------------------------------------------------------------------------------------ |
| Апсолутни максимум, °C (°F)                                                                      | 21,1 (70)                                                                                        | 22,8 (73)                                                                                        | 27,8 (82)                                                                                        | 27,4 (81,3)                                                                                      | 34,8 (94,6)                                                                                      | 37,4 (99,3)                                                                                      | 39,0 (102,2)                                                                                     | 40,0 (104)                                                                                       | 37,2 (99)                                                                                        | 31,5 (88,7)                                                                                      | 26,0 (78,8)                                                                                      | 24,4 (75,9)                                                                                      | 40 (104)                                                                                         |
| Максимум, °C (°F)                                                                                | 13,0 (55,4)                                                                                      | 13,1 (55,6)                                                                                      | 15,6 (60,1)                                                                                      | 17,4 (63,3)                                                                                      | 23,0 (73,4)                                                                                      | 26,5 (79,7)                                                                                      | 29,8 (85,6)                                                                                      | 30,8 (87,4)                                                                                      | 26,8 (80,2)                                                                                      | 22,7 (72,9)                                                                                      | 17,3 (63,1)                                                                                      | 14,3 (57,7)                                                                                      | 20,9 (69,6)                                                                                      |
| Просек, °C (°F)                                                                                  | 8,7 (47,7)                                                                                       | 8,8 (47,8)                                                                                       | 11,0 (51,8)                                                                                      | 12,9 (55,2)                                                                                      | 17,8 (64)                                                                                        | 21,3 (70,3)                                                                                      | 24,3 (75,7)                                                                                      | 24,9 (76,8)                                                                                      | 21,4 (70,5)                                                                                      | 17,1 (62,8)                                                                                      | 12,5 (54,5)                                                                                      | 9,9 (49,8)                                                                                       | 15,88 (60,57)                                                                                    |
| Минимум, °C (°F)                                                                                 | 4,4 (39,9)                                                                                       | 4,5 (40,1)                                                                                       | 6,3 (43,3)                                                                                       | 8,4 (47,1)                                                                                       | 12,6 (54,7)                                                                                      | 16,2 (61,2)                                                                                      | 18,8 (65,8)                                                                                      | 19,1 (66,4)                                                                                      | 16,0 (60,8)                                                                                      | 12,1 (53,8)                                                                                      | 7,8 (46)                                                                                         | 5,6 (42,1)                                                                                       | 11,0 (51,8)                                                                                      |
| Апсолутни минимум, °C (°F)                                                                       | −5,6 (21,9)                                                                                      | −3,8 (25,2)                                                                                      | −3,6 (25,5)                                                                                      | 0,8 (33,4)                                                                                       | 5,0 (41)                                                                                         | 9,0 (48,2)                                                                                       | 11,2 (52,2)                                                                                      | 11,4 (52,5)                                                                                      | 5,6 (42,1)                                                                                       | 2,6 (36,7)                                                                                       | −3,4 (25,9)                                                                                      | −4,6 (23,7)                                                                                      | −5,6 (21,9)                                                                                      |
| Количина падавина, mm (in)                                                                       | 92,1 (3,626)                                                                                     | 95,3 (3,752)                                                                                     | 77,9 (3,067)                                                                                     | 98,6 (3,882)                                                                                     | 59,0 (2,323)                                                                                     | 32,8 (1,291)                                                                                     | 28,5 (1,122)                                                                                     | 35,5 (1,398)                                                                                     | 88,9 (3,5)                                                                                       | 135,5 (5,335)                                                                                    | 152,1 (5,988)                                                                                    | 112,0 (4,409)                                                                                    | 1.008,2 (39,693)                                                                                 |
| Дани са падавинама (≥ 1.0 mm)                                                                    | 9,3                                                                                              | 9,1                                                                                              | 8,6                                                                                              | 9,3                                                                                              | 6,1                                                                                              | 3,3                                                                                              | 2,4                                                                                              | 3,7                                                                                              | 6,1                                                                                              | 8,5                                                                                              | 10,2                                                                                             | 9,9                                                                                              | 86,5                                                                                             |
| Релативна влажност, %                                                                            | 75                                                                                               | 73                                                                                               | 71                                                                                               | 70                                                                                               | 70                                                                                               | 72                                                                                               | 70                                                                                               | 69                                                                                               | 73                                                                                               | 74                                                                                               | 76                                                                                               | 75                                                                                               | 72,3                                                                                             |
| Сунчани сати — месечни просек                                                                    | 114,7                                                                                            | 127,6                                                                                            | 158,1                                                                                            | 189,0                                                                                            | 244,9                                                                                            | 279,0                                                                                            | 313,1                                                                                            | 294,5                                                                                            | 234,0                                                                                            | 189,1                                                                                            | 126,0                                                                                            | 105,4                                                                                            | 2.375,4                                                                                          |
| Извор: Servizio Meteorologico and NOAA (1961-1990, humidity)                                     |                                                                                                  |                                                                                                  |                                                                                                  |                                                                                                  |                                                                                                  |                                                                                                  |                                                                                                  |                                                                                                  |                                                                                                  |                                                                                                  |                                                                                                  |                                                                                                  |                                                                                                  |

| Јан           | Феб           | Мар           | Апр           | Мај           | Јун           | Јул           | Авг           | Сеп           | Окт           | Нов           | Дец           | Година            |
| ------------- | ------------- | ------------- | ------------- | ------------- | ------------- | ------------- | ------------- | ------------- | ------------- | ------------- | ------------- | ----------------- |
| 15 °C (59 °F) | 14 °C (57 °F) | 14 °C (57 °F) | 15 °C (59 °F) | 18 °C (64 °F) | 22 °C (72 °F) | 25 °C (77 °F) | 27 °C (81 °F) | 25 °C (77 °F) | 22 °C (72 °F) | 19 °C (66 °F) | 16 °C (61 °F) | 19,3 °C (66,7 °F) |

### Воде
Напуљ се развио у истоименом Напуљском заливу, делу Тиренског мора. У граду нема значајнијих копнених водотока, мада због сеизмичке активности подручја има извора топле и вреле воде.

## Историја
Напуљ су основали Грци између VII и VI века п. н. е. Добио је име Неа Полис (грчки Νέα Πόλις), што значи „Нови град“ и био је део Велике Грчке. Околина града била је поприште великог сукоба током Другог пунског рата.
Током римског периода град је задржао грчки језик и оригиналне обичаје. После римског периода прелази из руке у руку различитих владара (Византија, Ломбарди, Нормани, немачки Свети Римски Цареви, Анжујци, Арагон, Шпанија, Бурбони).
После пада Западног римског царства водио се исцрпљујући Готски рат између Гота и Византије. Византија побеђује, али подручју је требало неколико векова да се опорави од последица тога рата.
После долазе Лангобарди, а у 11. веку Нормани под водством Роберта Гвискара.
Напуљ је био главни град Краљевства Две Сицилије, а постао је и главни град Напуљске краљевине. Напуљ је био једини град поред Јерусалима, где је име краљевства било исто као главни град.
1224. је основан универзитет.
У 17. веку Напуљ је са својих 300.000 становника био други по величини - (после Париза) - град у Европи. Данас се у граду могу наћи споменици свих тих бивших периода власти.

## Становништво
Према резултатима пописа становништва 2011. у општини је живело 978.399 становника.
| 1931.   | 1936.   | 1951.     | 1961.     | 1971.     | 1981.     | 1991.     | 2001.     | 2011.   |
| ------- | ------- | --------- | --------- | --------- | --------- | --------- | --------- | ------- |
| 831.781 | 865.913 | 1.010.550 | 1.182.815 | 1.226.594 | 1.212.387 | 1.067.365 | 1.004.500 | 978.399 |

2008. године Напуљ је имао нешто преко 960.000 становника, свега 40% више као на почетку 20. века, али за 20% мање него 1970. године. Опадање становништва током протеклих деценија узроковано је сталним пресељењем становништва (махом младих породица) у мирнија предграђа са вишим квалитетом живота. Ово се одражава и на градско становништво, које је изузетно старо и са ниским природним прираштајем. Треба споменути и бројно привремено становништво у виду бројне студентске популације.
Град данас има значајан удео имигрантског становништва, досељеника из свих крајева свега.
Напуљ има велико градско подручје са око 4,5 милиона становника, Велики Напуљ, и по томе је други град у Италији, одмах после Великог Милана.

### Језик
Поред званичног италијанског језика у граду и околини се говори и наполитански језик, одн. пре локално наречје италијанског језика. Ово је велики понос градског становништва.

## Привреда
Привреда Напуља заостаје за величином града. Напуљ прати „баук италијанског југа“, који до дан-данас пати о деловања организованог криминала, великог степена криминалитета, развијености „сивог тржишта“ и велике подмићености чиновништва.
И поред тога град има развијену привреду, махом везану за лучке делатности. Град има развијену прехрамбену индустрију и бродоградњу, а у околини постоје веома развијена туристичка одредишта (Капри, Соренто, Везув и Помпеја).

## Знаменитости
Историјско језгро Напуља уврштено је на Унескову листу Светске баштине. Иако је Напуљ један од најлепших градова у Европи и богат историјским споменицима, мало је занемарен од стране масовног туризма, јер се посећују оближњи атрактивни локалитети. Унутар града постоје многа атрактивна места.
У Напуљу се налази неколико познатих замкова:
- Нови Замак је у самом историјском центру и на листи је Светске баштине.
- Замак дел Ово
- Замак Капуано
- Замак Светог Елма

У Напуљу се налази најстарија активна опера у Европи, Театар Сан Карло, која је основана 1737. У Напуљу је рођен чувени Енрико Карузо.

### Знаменитости близу Напуља
Близу Напуља се налазе рушевине Помпеја и Херкуланума страдалих 79. приликом ерупције Везува.
У Напуљском заливу налазе се острва Капри, Прочида и Искија.

## Занимљивости
- Што се тиче хране, Напуљ се сматра постојбином пице. Најстарија пицерија постоји од 1830.
- У Напуљу дејствује криминална орхганизација под називом Камора
- У Напуљу се говори наполитански
- У Напуљу је рођен чувени италијански оскаровац Паоло Сорентино. Сам град аутор врло радо користи као сценографију својих филмова и романа.

## Партнерски градови
- Gafsa
- Палма де Мајорка
- Сигету Мармацјеј
- Калараш
- Крагујевац
- Будимпешта
- Атина
- Сантијаго де Куба
- Nosy Be
- Nablus
- Беневенто
- Нејплс
- Сан Франциско
- Торонто
- Милано
- Кагошима
- Праг
- Буенос Ајрес
- Баку
- Сарајево
- Марсељ
- Џенгџоу
- Кордоба
- Валенсија
- Grottammare
- Formia
- Мисловице
- Џеда
- Округ Хонолулу
- Венџоу

## Галерија
- Градска катедрала
- Краљевски двор
- Нови Замак
- Веома позната Галерија Умберто I
- Здање Напуљског универзитета
- Академија лепих уметности
- Трг плебисцита са Црквом Фрање Паулијанског